# Wingfield (Australie-Méridionale)
Wingfield est une banlieue située au nord d’Adélaïde. Elle se trouve entre l’autoroute Port River Expressway au nord et Grand Junction Road au sud. La banlieue borde Dry Creek au nord et à l’est, délimitée par la ligne de chemin de fer Gawler et la ligne de chemin de fer Adélaïde-Port Augusta à l’est. L’autoroute Nord-Sud et la ligne de chemin de fer Dry Creek-Port Adelaide traversent toutes deux la banlieue. Wingfield est nommée d’après R. W. Wingfield, le secrétaire particulier du gouverneur d’Australie-Méridionale, William Jervois,.

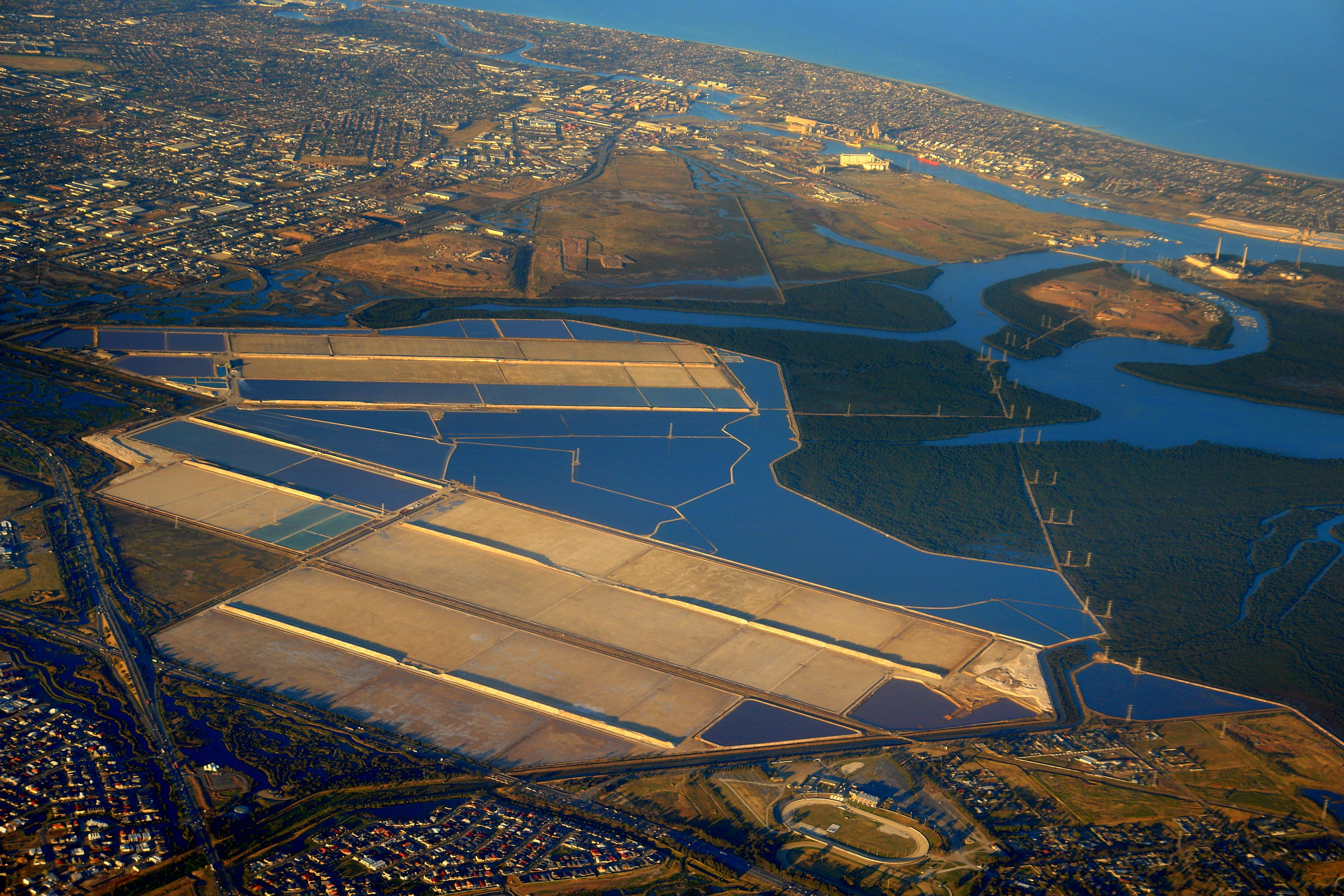
Wingfield et ses environs

## Gouvernement

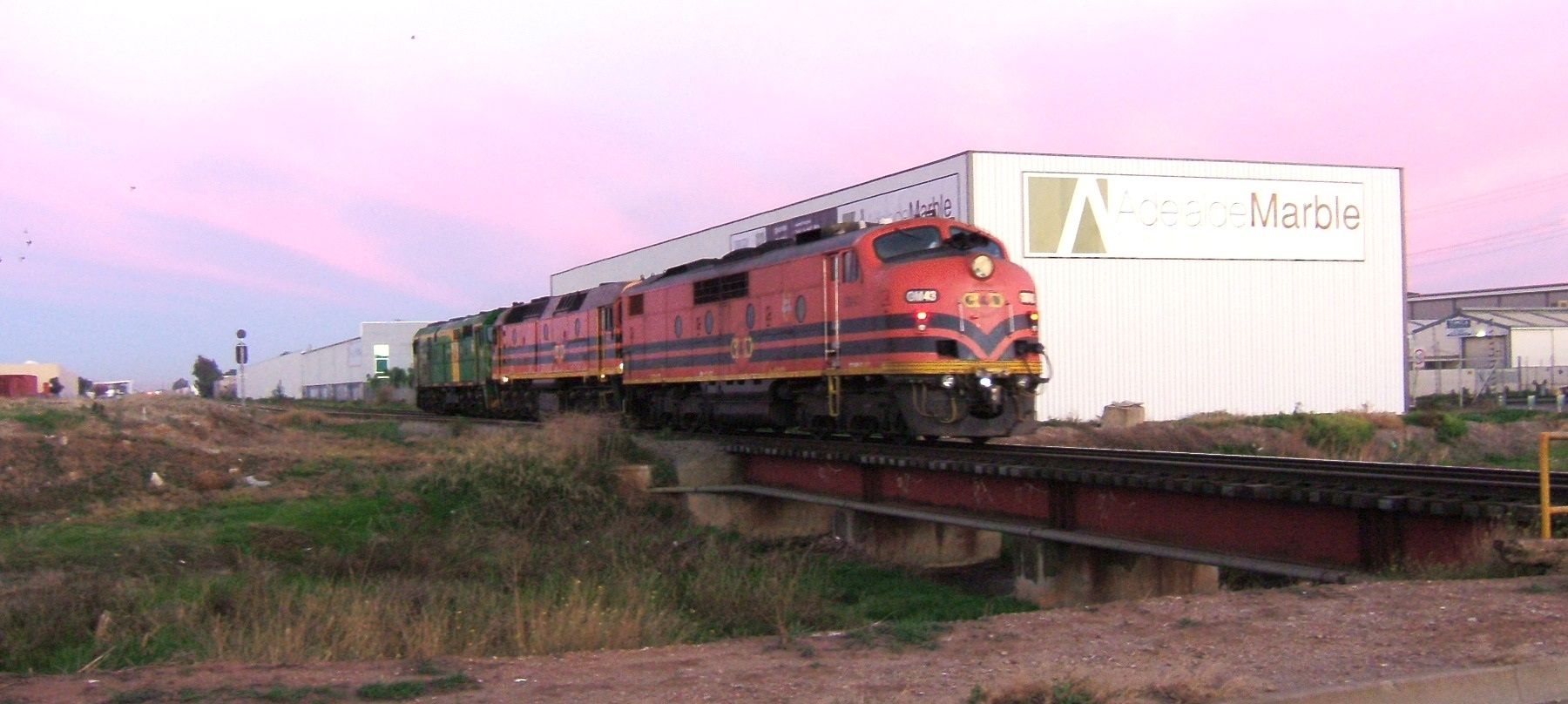
Train de marchandises à Wingfield

La banlieue se trouve dans la zone de gouvernement local de la ville de Port Adelaide Enfield.

### Principales industries

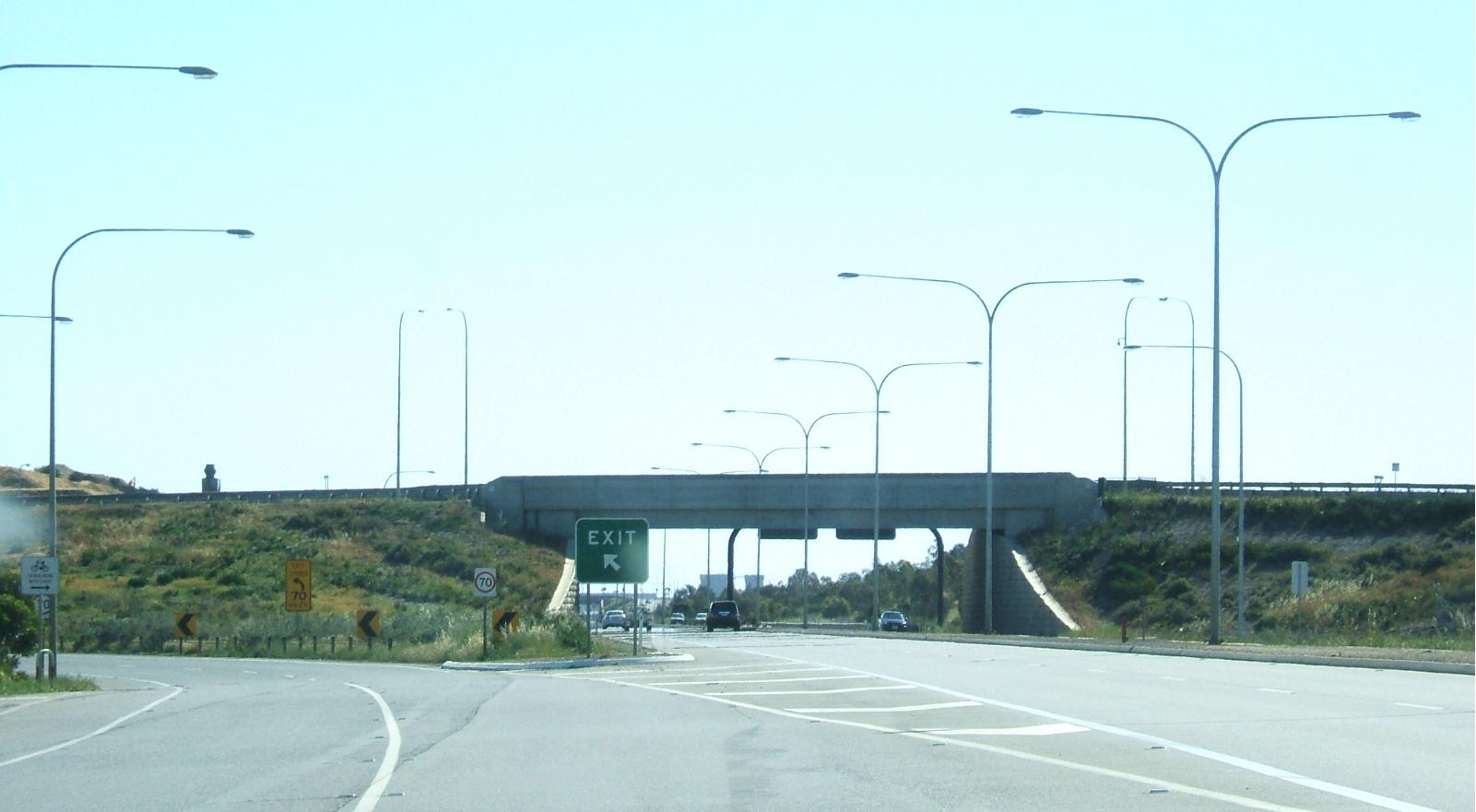
Intersection de l’autoroute Port River et de South Road, en regardant vers l’ouest le long de l’autoroute Port River, 2008.

Le coin sud-ouest de la banlieue comprend des logements résidentiels, mais la majeure partie de la banlieue est industrielle. L’industrie comprend le recyclage, la fabrication et l’expédition de fret.

## Valorisation des déchets et des ressources
Wingfield est le site du centre de déchets et de recyclage de Wingfield de 94 ha (communément appelé Wingfield Tip ou Wingfield Dump), anciennement détenu et exploité par le conseil municipal d’Adélaïde, et maintenant exploité comme un « cluster collaboratif d’entreprises commerciales » comprenant Orora, Adelaide Resource Recovery, Jeffries Group et Transpacific Industries. Entre 1952 et 2004, le site de Wingfield a été exploité comme un site d’enfouissement. Depuis 2004, il est devenu un centre de transfert de déchets et de recyclage, où tous les déchets sont triés en produits recyclables ou en déchets. Les déchets sont compactés et transférés vers d’autres décharges au nord d’Adélaïde, à Dublin et à Inkerman.

## Sport automobile
Wingfield abrite la seule piste de speedway dédiée aux motos juniors d’Australie, le Sidewinders Speedway situé dans la réserve de Wingfield sur la huitième rue, à côté de la pointe de Wingfield. La piste de 112 mètres de long a été ouverte en 1978 par le Sidewinders U/16 Speedway Club, qui s’était formé en 1976.